# Clas Eriksson Fleming

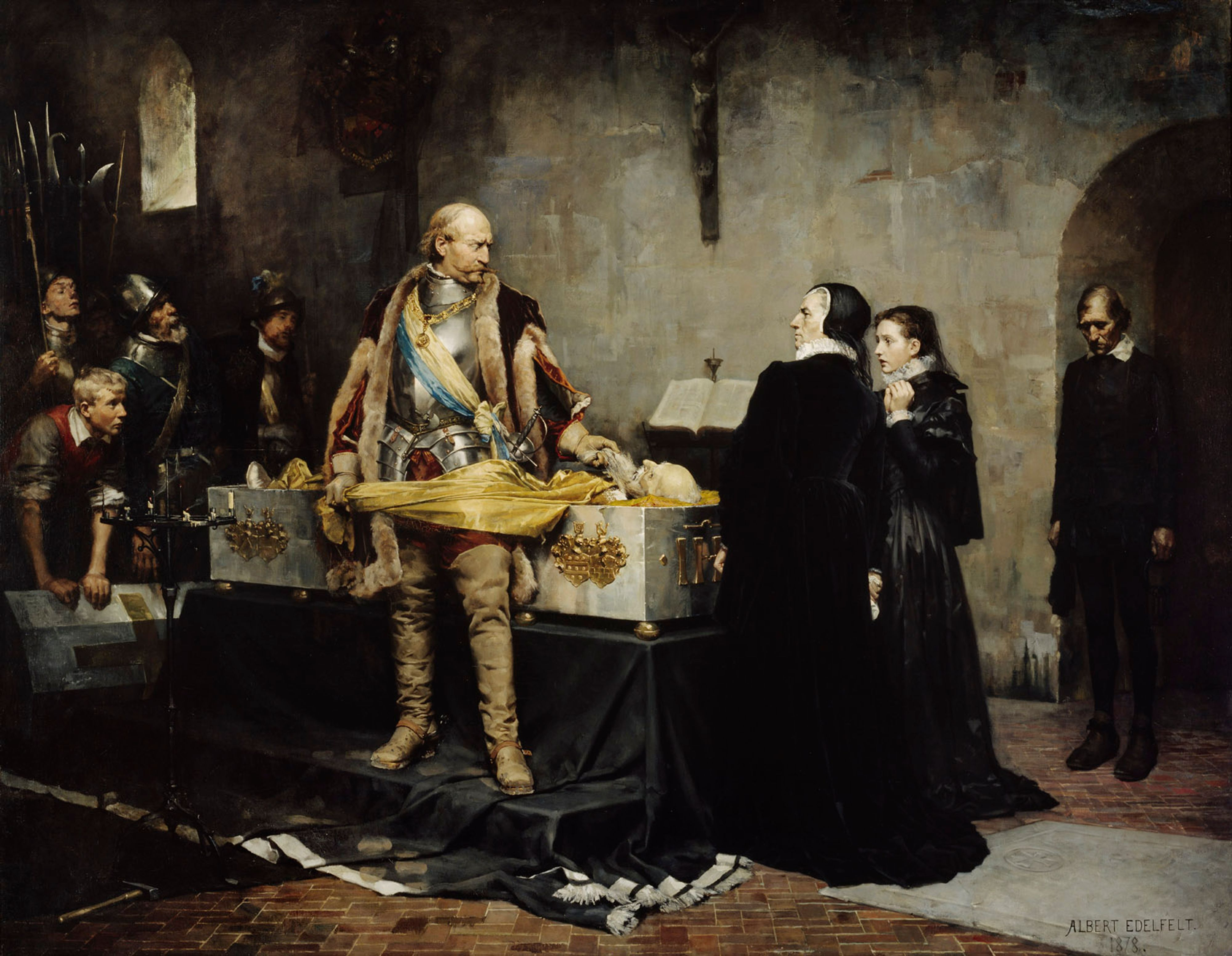
Herzog Karl dargestellt bei der anekdotisch überlieferten Öffnung des Sarges seines Widersachers Klas Flemings, um sich von dessen Tod zu überzeugen. Gemälde von Albert Edelfelt

Clas Eriksson Fleming (* um 1535 in Pargas; † 13. April 1597 in Pohja, Nyland) war ein schwedischer Adliger und Admiral, der während Schwedens Aufstieg zur Großmacht eine bedeutende Rolle in der schwedischen Geschichte spielte.

## Leben und Karriere
Fleming wurde als Sohn von Erik Joakimsson Fleming und Hebla Siggesdotter Sparre geboren und stammte aus Finnland, das damals zum Königreich Schweden gehörte, und war ein Vertrauter der schwedischen Könige Johann III. und Sigismund III. Wasa.
Schon Flemings Vater, Erik (1487–1548), hatte als schwedischer Admiral während der Grafenfehde im Dienst von König Gustav Wasa gestanden. Als Gouverneur von Finnland und Estland war Clas Eriksson Fleming nach dem König der zweitmächtigste Mann des Landes. Er war ein Unterstützer von König Sigismund und ein Gegner des Regenten Herzog Karl (später Karl IX. von Schweden).
Während des Dreikronenkriegs kämpfte er gegen die dänische Flotte unter Peder Munk und wurde 1571 zum ersten schwedischen Reichsadmiral (Riksamiral) ernannt.
In Finnland kam es unter Flemings Herrschaft zum sogenannten Keulenkrieg, einem Aufstand der Bauern. Die finnischen Bauern litten unter hohen Steuern und der Einquartierung, die sie den schwedischen Soldaten während und nach dem Krieg gewähren mussten. Herzog Karl unterstützte die aufständischen Bauern; der Aufruhr wurde jedoch von Flemings Soldaten blutig niedergeschlagen.
Einer Anekdote zufolge ließ Herzog Karl Flemings Sarg kurz vor der Bestattung öffnen, um sich zu vergewissern, dass sein Feind tatsächlich tot war.
Fleming war seit dem 1. November 1573 mit Ebba Stenbock (gest. 8. März 1614) verheiratet, einer Schwester von Königin Katharina Stenbock und Tochter des Ratsherren Gustav Olofsson (Stenbock) und dessen Frau Brita Eriksdotter (Leijonhufvud). Nach dem Tod ihres Mannes wurde Ebba Stenbock Gouverneurin von Finnland, doch ließ Herzog Karl sie kurz nach dem Keulenkrieg mit ihren Töchtern unter Hausarrest stellen. Eine Tochter, Hebbla († 1639) war seit 1615 mit Per Banér (1588–1644) vermählt. Der Sohn Johan Fleming wurde 1599 in Turku auf Befehl des neuen Reichsadmirals Joachim Scheel hingerichtet.